# Uljanovsk
Uljanovsk (ryska: Ульяновск) är en stad i Ryssland och den administrativa huvudorten för Uljanovsk oblast. Staden grundades 1648 som ett fort under namnet Simbirsk (ryska: Симбирск), eller Sinbirsk, och fick stadsrättigheter år 1796. Åren 1796-1928 var staden huvudort i guvernementet Simbirsk.
Den är mest känd för att Vladimir Lenin föddes här 1870. Staden fick namnet Uljanovsk år 1924 efter Lenins ursprungliga efternamn Uljanov. Även Alexander Kerenskij, ledaren för den ryska provisoriska regeringen som störtades av Lenin under oktoberrevolutionen 1917 föddes i staden. Uljanovsk har utsetts till UNESCO:s litteraturstad sedan 2015.

## Historia
Simbirsk grundades 1648 av Bogdan Khitrovo. Fortet "Simbirsk" (alternativt "Sinbirsk") placerades strategiskt på en kulle på Volgaflodens västra strand. Fortet var tänkt att skydda den östra gränsen av det ryska imperiet från de nomadiska stammarna och att upprätta en permanent kejserlig närvaro i området.

## Näringsliv
Bilfariken UAZ finns i staden, och flygplanstillverkaren Tupolev har en filial här.

## Sport
Världsmästerskapet i bandy för herrar 2016 spelades här.

## Administrativt område
Uljanovsk är indelad i fyra stadsdistrikt och administrerar även en del landsbygd utanför själva centralorten. 
| Stadsdistrikt     | Invånarantal 9 oktober 2002 | Invånarantal 14 oktober 2010 | Invånarantal 1 januari 2015 |
| ----------------- | --------------------------- | ---------------------------- | --------------------------- |
| Leninskij         | 107 088                     | 104 838                      | 110 213                     |
| Zasvijazjskij     | 224 206                     | 213 928                      | 215 185                     |
| Zavolzjskij       | 224 392                     | 218 902                      | 218 078                     |
| Zjeleznodorozjnyj | 80 261                      | 77 118                       | 76 016                      |
| STAD              | 635 947                     | 614 786                      | 619 492                     |
| Landsbygd         | 21 551                      | 22 778                       | 22 771                      |
| TOTALT            | 657 498                     | 637 564                      | 642 263                     |

## Personer från Uljanovsk
- Vladimir Lenin - politiker och revolutionär
- Alexander Kerenskij – politiker
- Ivan Gontjarov – författare
- Nikolaj Jazykov – författare
- Nikolaj Karamzin – författare
- Arkadij Plastov – målare
- Nikas Safronov – målare